# 망원경의 역사

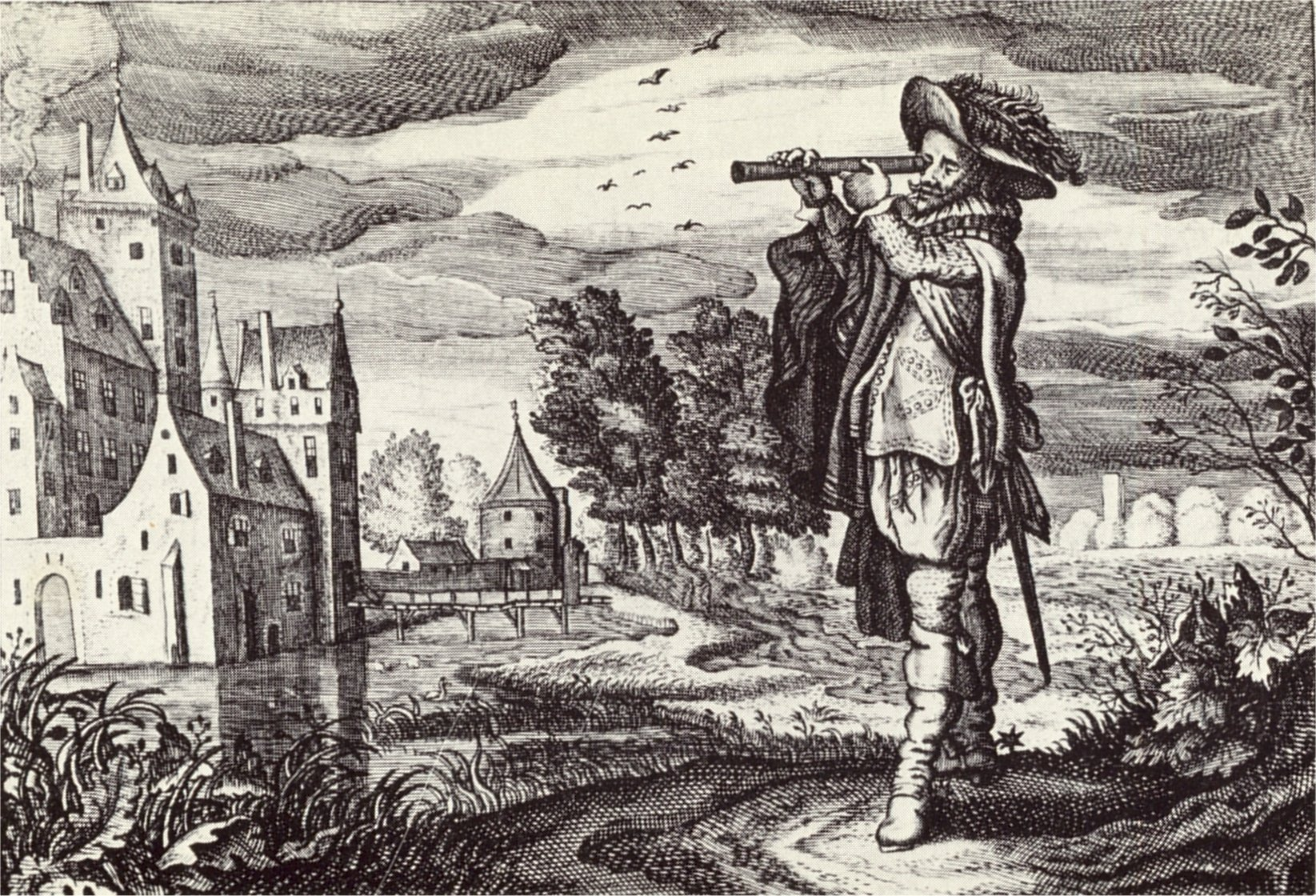
1624년의 "네덜란드 망원경"의 초기 묘사

망원경의 역사(영어: history of the telescope)는 네덜란드에서 안경 제작자인 한스 리퍼세이가 최초의 망원경을 발명하고 특허를 제출한 1608년까지 거슬러 올라간다. 리퍼세이는 특허를 취득하진 못했지만, 망원경의 발명 소식은 곧 유럽 전역으로 퍼져 나갔다. 이러한 초기 굴절 망원경은 대물 렌즈에는 볼록 렌즈를, 접안 렌즈에는 오목 렌즈를 사용한 것이었다. 갈릴레오 갈릴레이는 이듬해에 이 설계를 개선하여 천문학에 이를 적용했다. 1611년에 요하네스 케플러는 대물 렌즈에도 볼록 렌즈를, 접안 렌즈에도 볼록 렌즈를 사용하여 훨씬 더 유용한 망원경을 만들 수 있는 방법을 설명했다. 1655년까지 크리스티안 하위헌스와 같은 천문학자들은 복합 접안 렌즈를 사용하여 강력하지만 다루기 힘든 케플러식 망원경을 제작했다.

## 같이 보기
- 망원경
- 천문학